# 沢村美奈子
沢村美奈子（さわむら みなこ、1965年1月20日 - ） は、東京都新宿区出身のアイドル歌手。1980年デビュー組と1982年デビュー組に挟まれた1981年デビュー組のひとり。

## 経歴・人物
身長156cm 体重43kg　B86.W56.H83.　血液型：A。本名は青木美香。レインボーに所属し活動。NHK番組レッツゴーヤングでサンデーズとして活躍し、シングルデビュー。デビュー曲は4万枚のセールスで、オリコン最高位は128位という結果だった。
歌手デビュー前の中森明菜・伊藤麻衣子なども参加していたオーディションでテレビドラマ『陽あたり良好!』のヒロインに抜擢されたが、収録時に事務所側と制作側が現場でトラブル、伊藤さやかと交代して番組を降板。この問題は本人にも不明な部分があり、週刊文春1982年3月18日号掲載の「沢村美奈子は誰が消したのか」、週刊平凡4月15日号「消えた沢村美奈子を1か月半ぶりに発見」記事や週刊ポスト誌等の一部取材に際し、沢村本人は「何がなんだかわからない内に」と困惑する心中を涙ながらに答えていた。
騒動以降、活動の記録も無く、グリコCMが契約終了の3月いっぱいまで放映されていたのみである。また、当時の所属事務所レインボーも1982年度デビューさせる予定だった新人・島田あゆ子に合わせて事務所名をアユフレンズに更新したが、表立った活動は確認されていない。
沢村美奈子名義での芸能活動が不可能になって以降、本名の青木美香名義で日本ボウリング協会1988年度準ミス・ボウリングに選出され各協会イベントで活動、テレビ番組ザ・スターボウリングにおいては1年間アシスタント（スコアラー、プレゼンター）を勤めた。他にミス熱海梅娘、ミス軽井沢、ミス流山などでも活動。最後にキー局のTV映像で確認されたのは、民社党1990年キャンペーンガールとしてポスター共々紹介された1989年11月のニュース映像で、その後活動を辞めている。

## ディスコグラフィ

### シングル
- 全てビクターからリリース。

| # | 発売日         | A/B面 | タイトル                       | 作詞         | 作曲       | 編曲     | 規格品番 |
| - | -------------- | ----- | ------------------------------ | ------------ | ---------- | -------- | -------- |
| 1 | 1981年 7月21日 | A面   | インスピレーション             | 荒木とよひさ | 馬飼野康二 | 大谷和夫 | SV-7136  |
| 1 | 1981年 7月21日 | B面   | ラブ・プレイン                 | 伊藤アキラ   | 水谷公生   | 大谷和夫 | SV-7136  |
| 2 | 1981年 11月5日 | A面   | パンプキン・ラブ               | 三浦徳子     | 小杉保夫   | 松井忠重 | SV-7172  |
| 2 | 1981年 11月5日 | B面   | シックスティーン・フィーリング | 竜真知子     | 小田裕一郎 | 若草恵   | SV-7172  |

### アルバム

#### オムニバス・アルバム
- おしえてアイドル ビクター編 パンプキン・ラブ（2000年9月25日／PCD-1364）
  - 「パンプキン・ラブ」収録。

## CM
- 資生堂「バスボン」（3代目資生堂バスボンガール。CMソングも歌っている）
- グリコ「ナッチェル・パンプキン味」（セカンドシングルの「パンプキン・ラブ」がCMソングに使われた）

## TV
沢村美奈子名義
- レッツゴーヤング（NHK、1981年4月〜1982年3月放送分。サンデーズの一員として）

青木美香名義
- ザ・スターボウリング（テレビ東京、1988年4月〜1989年3月。アシスタント）
- ストライク・ザ・カンポ 事業所対抗ボウリング 簡易保険・郵便年金ボウリング大会（テレビ東京、1989年2月）